# Włodzimierz Andrzejewski
Włodzimierz Andrzejewski (ur. 31 października 1955 w Radzyniu Podlaskim) – polski piłkarz, potem trener.
Jako zawodnik na boisku mierzył 179 cm i ważył 68 kg.

## Życiorys

### Kariera zawodnicza
Jest wychowankiem Orląt Radzyń Podlaski, w których rozpoczął grę w latach 60. Jego pierwszym trenerem był Jan Pietrzak. Jesienią 1974 został studentem wydziału zamiejscowego Akademii Wychowania Fizycznego w Warszawie z siedzibą w Białej Podlaskiej. W związku z tym pod koniec września 1974 został piłkarzem AZS AWF Biała Podlaska, zadebiutował w 9 kolejce rozgrywek lubelskiej ligi wojewódzkiej (wówczas trzeci poziom rozgrywek), zagrał w 13 spotkaniach, zdobywając pięć bramek (brak składów w dwóch meczach). W sezonie 1975/1976 został królem strzelców lubelskiej klasy międzywojewódzkiej (trzeci poziom rozgrywek), zdobywając 24 bramki w 25 meczach. W lipcu 1976 otrzymał propozycje gry w Motorze Lublin (wówczas II poziom rozgrywek), z której jednak nie skorzystał. Od 1976 występował ze swoim zespołem w III lidze. W sezonie 1976/1977 w 22 spotkaniach zdobył 4 bramki. W sezonie 1977/1978 strzelił 13 bramek (w 25 meczach) i został królem strzelców III ligi (grupa 3). W maju 1977 zdobył akademickie mistrzostwo Polski. Po zakończeniu rundy jesiennej sezonu 1978/1979 w Zagłębiu Sosnowiec (wówczas I poziom rozgrywek) krótko trenował także w klubie z Sosnowca, ale do podpisania z nim umowy nie doszło (powrócił do Białej Podlaskiej przed rundą wiosenną sezonu 1978/1979). W sezonie 1978/1979 zagrał w 22 spotkaniach, zdobywając 9 bramek. W bielskim klubie występował do końca rundy jesiennej sezonu 1979/1980, tj. listopada 1979 (w rundzie jesiennej zagrał 10 razy, zdobywając 7 bramek), łącznie zagrał w nim co najmniej w 117 spotkaniach, zdobywając 62 bramki. Jego trenerem w Białej Podlaskiej był Jan Złomańczuk. Jest absolwentem bialskiej AWF.
Ostatecznie w 1980 został zawodnikiem Broni Radom (II poziom rozgrywek). Po spadku Broni do III ligi został w 1984 zawodnikiem beniaminka ekstraklasy – Radomiaka Radom. Pierwszą bramkę w najwyższej klasie ligowej strzelił w swoim debiucie – 15 września 1984 roku podczas spotkania 7 kolejki z Wisłą Kraków w 13 minucie, wygranego 1:0. Łącznie w ekstraklasie zagrał w 23 spotkaniach, zdobywając 3 bramki. Po spadku do II ligi na koniec sezonu 1984/1985 pozostał w Radomiaku do 1988. W rozgrywkach II-ligowych zagrał w 84 spotkaniach, zdobywając 7 bramek. W kolejnych latach występował jeszcze w Granacie Skarżysko-Kamienna (1988) – jako grający trener i Toronto Falcons (przez pół roku pod koniec lat 80.).

### Kariera trenerska
Po zakończeniu kariery zawodniczej uzyskał uprawnienia sędziowskie, prowadził mecze w III lidze, sędziował w latach 1993–1995. Następnie został trenerem. Pracował w Broni Radom, Górniku Łęczna, z którym w 1995 awansował do II ligi, Szydłowiance Szydłowiec, z którą w 1998 wywalczył awans do III ligi. W 1999 prowadził krótko Radomiaka. Był także trenerem Polonii Iłża, Video Ciepielów, Orląt Radzyń Podlaski (w IV lidze), Czarnych Dęblin. Następnie prowadził w Radomiaku grupy młodzieżowe i zespół rezerw. W sezonie 2002/2003 objął funkcję wówczas trenera seniorskiego zespołu IV-ligowego wówczas Radomiaka i w 2003 awansował z klubem do III ligi. W maju 2004 stracił posadę szkoleniowca radomskiego klubu. Zastąpił go Jerzy Engel junior, który poprowadził zespół do końca sezonu i wprowadził po barażach na zaplecze ekstraklasy. Następnie prowadził zespoły Mirax Bierwce i Wulkan Zakrzew, z tym ostatnim klubem awansował w 2006 na piąty poziom rozgrywek. Po dwóch latach przerwy w pracy trenerskiej został w 2008 trenerem trampkarzy w Broni Radom.
Był nauczycielem w Publicznym Gimnazjum nr 1 im. Henryka Sienkiewicza w Zakrzewie.

### Wyróżnienia
Zajął 2. miejsce w I edycji plebiscytu na 10 najlepszych sportowców roku 1976 ogłoszonego przez Wojewódzką federację Sportu w Białej Podlaskiej, w 1984 zwyciężył w plebiscycie na najlepszego piłkarza województwa bialskopodlaskiego w okresie PRL. W plebiscycie XX-lecia Bialskopodlaskiego Okręgowego Związku Piłki Nożnej (1996) zajął 10. miejsce, zaś w plebiscycie na dziesięciu piłkarzy i pięciu trenerów XXV-lecia BOZPN (2001) 2. miejsce.